# Colegio Militar de Porto Alegre
El Colegio Militar de Porto Alegre (CMPA) es una institución militar de enseñanza brasileña. Se dedica a la enseñanza primaria (6° al 9° año) y media (1° al 3° año). Se ubica en la zona central de la ciudad de Porto Alegre, frente al Parque Farroupilha en el barrio homónimo. El colegio es una unidad del ejército brasileño y esta subordinado a la Dirección de Educación Preparatoria y Asistencial.
Fue creada por el decreto N° 9,397 del 28 de febrero de 1912, siendo presidente de la República el mariscal Hermes Rodrigues da Fonseca y ministro de guerra el general de división Antônio Adolfo da Fontoura Mena Barreto. Su aniversario se celebra el 22 de marzo, fecha en que se llevó a cabo la primera clase.